# 桃坪乡 (金阳县)
桃坪乡，是中华人民共和国四川省凉山彝族自治州金阳县曾经下辖的一个乡。2021年1月12日，撤销桃坪乡，原桃坪乡洛解村、务科村、日布村、矿山村6组所属行政区域为天地坝镇的行政区域；将原桃坪乡克业村、矿山村1至5组所属行政区域划归热水河乡管辖。

## 行政区划
桃坪乡撤销前下辖以下地区：
洛解村、务科村、克业村、矿山村和日布村。